# Italská říše
Italská říše (italsky Impero italiano) nebo také Italské koloniální impérium (italsky Impero coloniale italiano), v letech 1936-1941 známé také jako Italské císařství (Impero italiano), vzniklo v Africe v 19. století a zahrnovalo kolonie, protektoráty, koncese a závislá území Italského království. Koloniální říše v Africe zahrnovala území dnešní Libye, Eritreje, Somálska a Etiopie (poslední tři se oficiálně nazývaly Italská východní Afrika „Africa Orientale Italiana“); mimo Afriku Itálie ovládala Dodekanéské ostrovy (po italsko-turecké válce), Albánii (1917–1920 a 1939–1943) a měla také koncesi v čínském Tchien-ťinu.
Fašistická vláda, která se po roce 1922 dostala k moci pod vedením diktátora Benita Mussoliniho, usilovala o zvětšení italského impéria a snažila se také uspokojit nároky italských iredentistů. Vláda podporovala systematickou "demografickou kolonizaci" a do roku 1939 čítal počet italských osadníků 120 000 – 150 000 v italské Libyi a 165 000 v italské východní Africe.
Během druhé světové války se Itálie v roce 1940 spojila s nacistickým Německem a obsadila také britský Somaliland, západní Egypt, velkou část Jugoslávie, Tunisko, část jihovýchodní Francie a většinu Řecka; o tato dobytá území a své africké kolonie však do roku 1943 přišla ve prospěch invazních spojeneckých sil. V roce 1947 se Itálie oficiálně vzdala nároků na své bývalé kolonie. V roce 1950 se bývalý italský Somaliland, který byl v té době pod britskou správou, změnil na svěřenecké území Somaliland, kterým zůstal až do získání nezávislosti v roce 1960.

## Historie
Podobně jako Německo vybudovala Itálie svou novodobou státnost relativně pozdě, až po dlouholetých snahách o unifikaci. Spojování italských států v jeden celek (tzv. risorgimento) bylo završeno připojením Papežského státu k Itálii v roce 1870, v této době však měly tradiční koloniální mocnosti ekonomicky nejzajímavější oblasti pod svou kontrolou. Jedním z hlavních důvodů pro italskou expanzi mimo Apeninský poloostrov byla snaha o odklon proudu italských emigrantů ze Severní Ameriky do nově nabytých území, kolonie měly dále uspokojit vzrůstající poptávku po nerostných surovinách.

### Italské kolonie ve středověku
V jistém slova smyslu vlastnily italské státy kolonie již ve středověku: v důsledku čtvrté křížové výpravy získala Benátská republika velkou část porobené Byzantské říše – mimo jiné důležité jadranské přístavy Dubrovník a Drač a téměř všechny řecké ostrovy včetně Kréty.
Také její konkurent, Janovská republika, byla tradiční středověkou koloniální mocností, vlastnila obchodní stanice na pobřeží Černého moře, jistou dobu ovládala Korsiku, severozápadní Sardinii a některé důležité řecké ostrovy, mj. Rhodos a Lesbos. Je však otázkou, do jaké míry lze tato území považovat za kolonie.

### Novověké italské kolonie

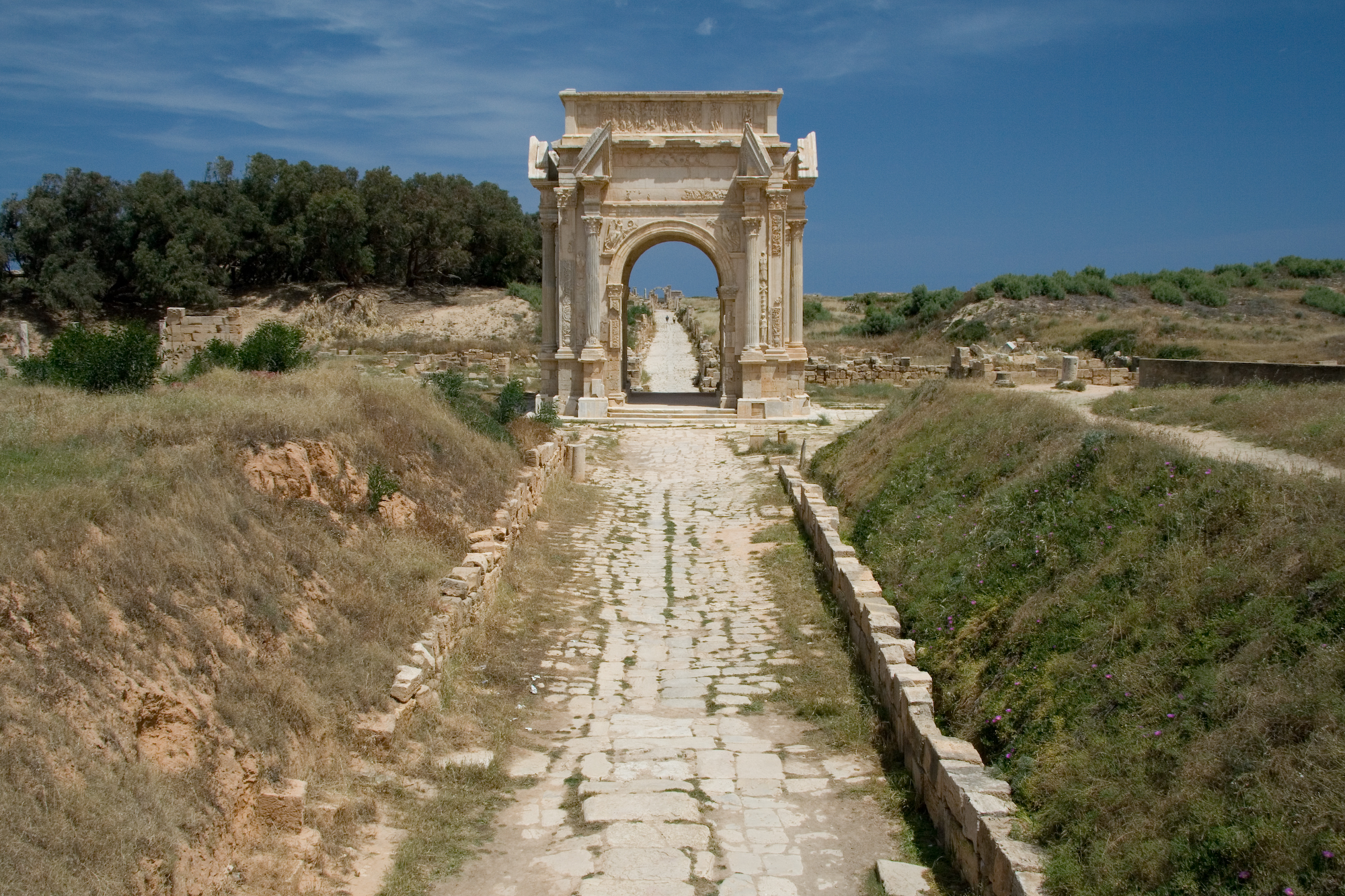
Oblouk Septimia Severa v Libyi

V průběhu 19. století vydávala Itálie všechny síly na své sjednocení, o zisk kolonií se začínala zajímat až ke konci století. Pozornost upřel nově sjednocený stát do Asie, přesněji do regionu dnešní Indonésie. V roce 1869 se zde vypravil cestovatel Emilio Cerruti. Jeho cílem byla Nová Guinea. Ačkoliv se mělo jednat čistě o průzkum, Cerruti uzavřel smlouvy se sultány ostrovů Aru, Kai a Balscicu a dokonce jménem Itálie zabral část pobřežních oblastí severní a západní Nové Guineje, aby se roku 1870 triumfálně vrátil do Florencie, kde přednesl plán založit v zabraném území trestaneckou kolonii, ze které by se posléze vyvinula kolonie standardní. Italská vláda si však nechtěla znepřátelit jak Anglii tak Holandsko, což byli hlavní hráči v tomto regionu, takže z plánu sešlo. Definitivní konec italského pronikání do Pacifiku znamenal rok 1883, kdy britská vláda dala italské důrazně najevo, že si zde nepřeje jejich přítomnost. Itálie musela proto přenést pozornost na Afriku. Kolonie byly oblíbeným tématem Benita Mussoliniho, který si vytyčil za cíl výrazné oslabení role Británie a Francie, což korespondovalo s tehdejší ideou vybudování Nové římské říše (italsky Nuovo Impero Romano) jako středomořského hegemona.

## Symboly

### Vlajka

Italská vlajka (1882–1946) Poměr stran: 2:3
Italská vlajka (1946–1960) Poměr stran: 2:3

## Evropská území kontrolovaná Itálií
- Albánie (1939 – 1943): Albánie byla v italské sféře vlivu již od konce 1. světové války, 7. dubna 1939 se ji Mussolini rozhodl anektovat (patrně po vzoru Hitlerovy expanze do Rakouska a českých zemí), král Zog I. následně uprchl do londýnského exilu. V zemi byla ustavena loutková vláda a albánskou korunu přijal italský král Viktor Emanuel III. V průběhu balkánského tažení bylo k Albánii připojeno Kosovo a západní část Makedonie obývané Albánci a západní část Černé Hory, pod protektorátem Itálie byla vytvořena tzv. Velká Albánie. V zemi rostl odpor proti italským okupantům, partyzánům se dokonce podařilo ovládnout nepřístupné horské oblasti; poté co Itálie podepsala se Spojenci dohodu o příměří, dobyla Albánii v září roku 1943 německá vojska.
- Istrie (1919 – 1943)
- Zadar (1920 – 1943)
- Dalmácie (1941 – 1943)
- Černá Hora (1941 – 1943): v roce 1941 zde byla restaurována monarchie a země byla prohlášena jako italský protektorát, v roce 1943 Černou Horu obsadila německá armáda
- Dodekanés (1912 – 1943): tuto řeckou ostrovní oblast získala Itálie po vyhrané italsko-turecké válce mezi v letech 1911 – 1912. Zvláště kontrola Rhodu představovala důležitý moment v italské snaze konkurovat Britům ve středomořské oblasti. Poté, co 8. září 1943 podepsala Itálie se Spojenci dohodu o příměří, obsadila tyto ostrovy německá armáda (civilní správa formálně spadalo pod Republiku Saló).

### Asijská území kontrolovaná Itálií
Italské království se účastnilo trestné expedice v Číně během povstání boxerů. Ve smlouvě z 7. září 1901 získala Itálie právo koncese v přístavu Tientsin, které spravoval Římem dosazený konzul. Tento zábor byl až do roku 1943 využíván Regia Marina jako námořní základna. Na základě Sèvreské smlouvy získala Itálie svůj okupační sektor i v Malé Asii v oblasti Adalia. Tato oblast se v letech 1919-1923 nacházela pod italskou okupací, ale v důsledku úspěchu povstání Turků přistoupila italská vláda výměnou za garanci italských pozic v severní Africe a na ostrovech v Egejském moři zřeknutím se vlivu v tomto regionu.

### Italské kolonie v Africe

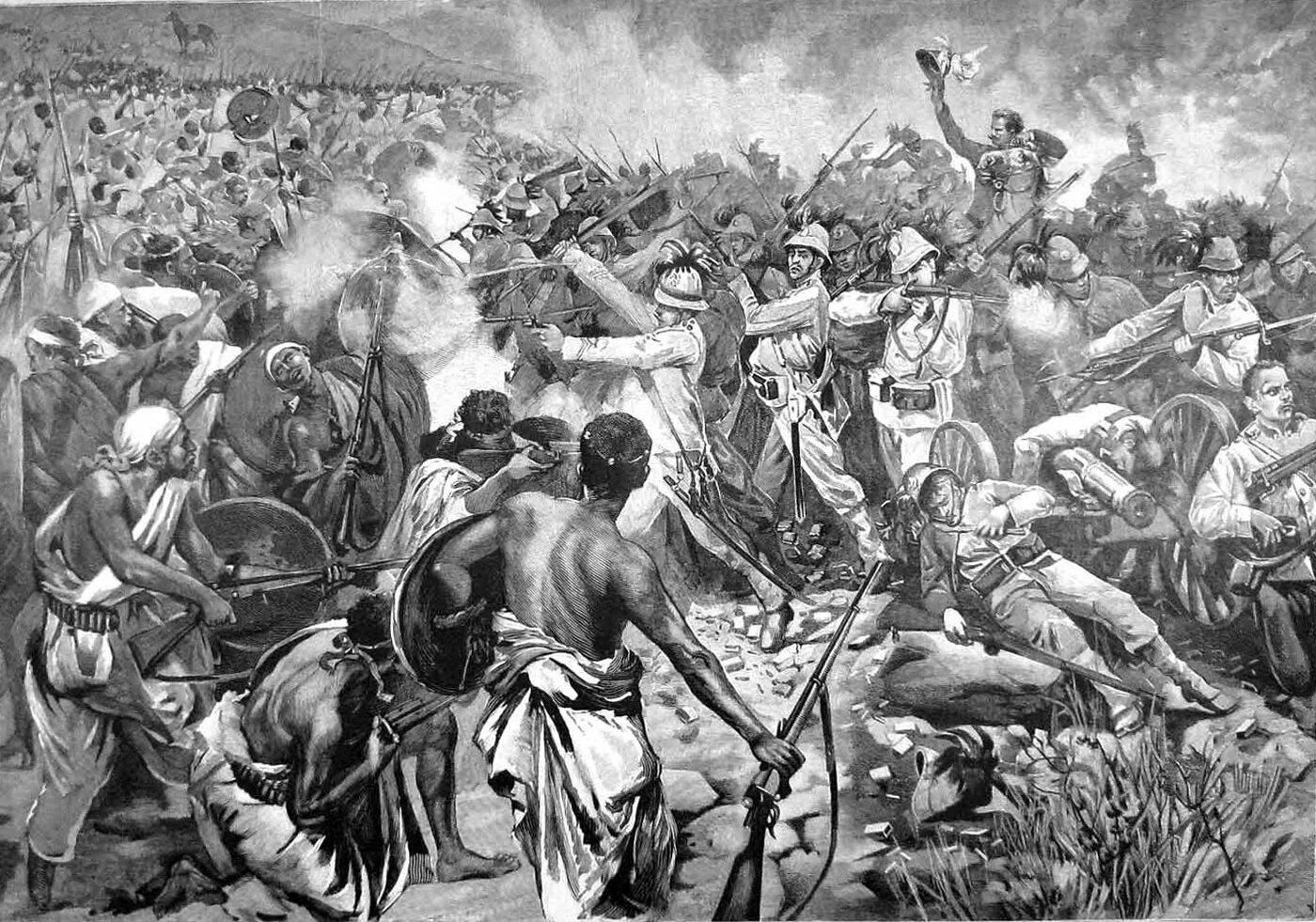
První italsko-etiopská válka roku 1895

- Italská východní Afrika, sestávající z následujících území:
  - Italské Somálsko (1880 – 1941) zabíralo převážnou část dnešního Somálska, jeho severní část vlastnila Velká Británie (dnešní Somaliland). Tzv. Francouzské Somálsko (dnešní Džibutsko) měla v područí Francie. Roku 1926 byla k Italskému Somálsku přičleněna bývalá keňská provincie Jubaland, v roce 1941 celou italskou kolonii dobyli Britové.
  - Eritrea (1890 – 1941): v roce 1870 koupil italský objevitel Giuseppe Sapeto šest kilometrů dlouhý pás pobřeží, na kterém vyrostla italská opevněná obchodní stanice. Italové poté podnikali vojenská tažení do hloubi země, Eritrea byla oficiálně prohlášena italskou kolonií v roce 1890. Kolonii v roce 1941 dobyla britská vojska. Z doby italského působení jsou v hlavním městě Asmaře zachovány četné architektonické památky, které jsou od roku 2017 zapsány na seznamu světového dědictví UNESCO.
  - Etiopie (1935 – 1941): první italský pokus o ovládnutí této země je z let 1895 – 1896: tzv. první italsko-etiopská válka. Etiopii se Italům podařilo dobýt až ve druhé italsko-etiopské válce mezi lety 1935 – 1936, Viktor Emanuel III. se následně prohlásil etiopským císařem. Podrobení Etiopie však byl nešťastný krok z mezinárodně-politického hlediska: Etiopie je tradiční křesťanská země a v této době navíc byla suverénním státem a členem Společnosti národů.

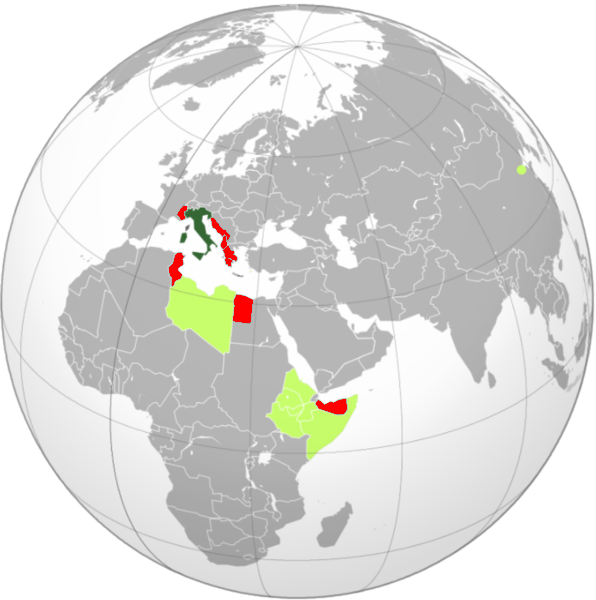
Italské království
Kolonie
Okupované území

Libye (1911 – 1943): tuto bývalou osmanskou provincii získala Itálie na základě Smlouvy z Lausanne po vyhrané italsko-turecké válce, Itálie musela poté čelit tuhému odporu beduínských povstalců, zesílenému v průběhu první světové války, kdy byli zásobováni dodávkami zbraní od Centrálních mocností. Poslední odpor byl zlomen roku 1935 dobytím oázy Kufra. Italská vláda poskytovala kolonistům velké subvence, v roce 1940 jich v Libyi žilo přibližně 110 000.  Za druhé světové války byl sever Libye svědkem bojů mezi Spojenci a Osou, známých jako pouštní válka.